# Fangcheng (Fangchenggang)
Fangcheng (chinesisch 防城区, Pinyin Fángchéng Qū; Zhuang Fangzcwngz Gih) ist ein chinesischer Stadtbezirk im Autonomen Gebiet Guangxi der Zhuang. Er gehört zum Verwaltungsgebiet der bezirksfreien Stadt Fangchenggang. Fangcheng hat eine Fläche von 2.443 Quadratkilometern und zählt 395.200 Einwohner (Stand: 2018).

## Administrative Gliederung
Auf Gemeindeebene setzt sich der Stadtbezirk aus sechs Großgemeinden und vier Gemeinden zusammen. Diese sind:
- Großgemeinde Fangcheng 防城镇
- Großgemeinde Dalü 大菉镇
- Großgemeinde Huashi 华石镇
- Großgemeinde Nasuo 那梭镇
- Großgemeinde Naliang 那良镇
- Großgemeinde Dongzhong 峒中镇

- Gemeinde Maoling 茅岭乡
- Gemeinde Fulong 扶隆乡
- Gemeinde Tanying 滩营乡
- Gemeinde Jiangshan 江山乡